# Comuna Leaskoveț, Veliko Tărnovo
Leaskoveț (în bulgară Лясковец) este o comună în regiunea Veliko Tărnovo, Bulgaria, formată din orașul Leaskoveț și satele Djuliunița, Dobri Deal, Draghijevo, Kozareveț și Merdanea. 

## Demografie
Componența etnică a comunei Leaskoveț
     Turci (2,29%)
     Romi (1,96%)
     Bulgari (90,41%)
     Nicio identificare (4,88%)
     Altele (0,44%)
La recensământul din 2011, populația comunei Leaskoveț era de 13.397 locuitori. Din punct de vedere etnic, majoritatea locuitorilor (90,41%) erau bulgari, existând și minorități de turci (2,29%) și romi (1,96%). Pentru 4,88% din locuitori nu este cunoscută apartenența etnică.